# 다케이 세이고
다케이 세이고(일본어: 武井 成豪, 1998년 4월 15일~)는 일본의 축구 선수이다.

## 구단 경력
그는 2021년 J3리그의 FC 이마바리에 입단했다. 2023년까지 48경기에 출전하여, 3득점을 넣었다. 2024년 FC 오사카로 이적했다.